# Apterona uralensis
Apterona uralensis är en fjärilsart som beskrevs av Freyer 1852. Apterona uralensis ingår i släktet Apterona och familjen säckspinnare. Inga underarter finns listade i Catalogue of Life.